# Jeremy Saulnier
Pour les articles homonymes, voir Saulnier.
Jeremy Saulnier, né le 10 juin 1976 à Alexandria (Virginie), est un réalisateur, scénariste et directeur de la photographie américain.

## Filmographie

### Réalisateur et scénariste
- 1998 : Goldfarb (court métrage)
- 2004 : Crabwalk (court métrage)
- 2007 : Murder Party
- 2013 : Blue Ruin
- 2015 : Green Room
- 2018 : Aucun homme ni dieu (Hold the Dark)
- 2024 : Rebel Ridge

Prochainement
- 2026 : October

#### Télévision
- 2013 : The Killer Speaks, Réalisation du 2ème épisode de la Saison 1
- 2019 : True Detective, Réalisation des deux premiers épisodes de la saison 3

### Directeur de la photographie
Jeremy Saulnier est directeur de la photographie de toutes ses réalisations.
- 2006 : Hamilton de Matthew Porterfield
- 2010 : Putty Hill de Matthew Porterfield
- 2011 : Septien de Michael Tully
- 2013 : I Used to Be Darker de Matthew Porterfield

## Distinctions

### Récompenses
- Festival de Cannes 2013 : Prix FIPRESCI (sélection « Quinzaine des réalisateurs ») pour Blue Ruin